# Jeanne d'Artois (comtesse de Foix)
Pour les articles homonymes, voir Jeanne d'Artois.
Jeanne d'Artois (1289-1350), comtesse de Foix, est la fille de Philippe d'Artois (1269 † 1298) et de Blanche de Bretagne (1270 - 19 mars 1327).

## Mariage et enfants
Jeanne épouse à Senlis en octobre 1301 Gaston Ier de Foix-Béarn (1287 - † 13 décembre 1315). De ce mariage sont nés :
- Gaston II (1308 † 1343), comte de Foix et de Bigorre et vicomte de Béarn ;
- Roger-Bernard III (1310 † 1350), vicomte de Castelbon ;
- Robert, évêque de Lavaur ;
- Marguerite ;
- Blanche, mariée en 1328 à Jean II de Grailly, captal de Buch ;
- Jeanne, mariée en 1331 à Pedro IV de Ribagorza, comte de Ribagorce, d'Ampurias et de Prades. Elle fut la mère d'Éléonore d'Aragon, reine de Chypre, et d'Alphonse, comte de Ribagorce.

## Biographie
L'influence qu'elle exerça sur son mari fut la cause de nombreux conflits avec la noblesse et l'administration fuxéenne et ceux-ci introduisirent en 1317 une requête auprès du Parlement pour l'écarter de la garde de ses enfants, l'accusant de prodigalité et de vie dissolue.
Malgré un compromis conclu en 1325 à Beaugency, les conflits avec son fils Gaston se multiplient et en 1331, le roi Philippe VI de Valois autorise Gaston II à incarcérer sa mère au château de Foix. Plus tard, elle est transférée à Orthez, puis à Lourdes. Elle est libérée en 1347 sur la demande de son fils Robert de Foix, évêque de Lavaur, et se retire à Carbonne. Elle décède après 1350.